# Tuuli Vahtra
Tuuli Vahtra (* 4. März 1989 in Kõo) ist eine estnische Schachspielerin.

## Leben
Tuuli Vahtra machte 2007 ihr Abitur am Gymnasium in der Kreishauptstadt Viljandi und absolvierte 2010 die Technische Universität Tallinn mit einem Bachelor in Wirtschaftslehre. Sie wohnte bis Mai 2015 in Melbourne, Australien.
Ihre Trainer im Schach waren von 1997 bis 2008 Jüri Sammul und seit 2008 der Internationale Meister Ülar Lauk. Mannschaftsschach spielte sie zuerst für den Verein Viljandi Ms und ab 2012 für Võru MK.

## Erfolge
Für die estnische Frauennationalmannschaft spielte sie bei den Schacholympiaden 2008, 2010 und 2012 mit einem insgesamt positiven Ergebnis von 18,5 Punkten aus 27 Partien (+15 =7 −5), wobei ihr für ihr Ergebnis von 6,5 aus 8 bei der Olympiade 2008 in Dresden der Titel FIDE-Meister der Frauen (WFM) verliehen wurde.
2010 konnte Tuuli Vahtra in Tartu als erste Schachspielerin aus Kõo die estnische Einzelmeisterschaft der Frauen gewinnen.
Tuuli Vahtras höchste Elo-Zahl war 2056 im Februar und März 2014.
Im Pokerspielen gewann sie 2011 die estnische Frauen-Meisterschaft in Tallinn.